# Philaronia
Philaronia — род полужесткокрылых насекомых из семейства цикад-пенниц.

## Описание
Вершина эдеагуса без длинных отростков, только с короткими зубцами. Бока пигофора обычно с выростом. Генитальные пластинки без базальных латеральных выступов.

## Систематика
В составе рода:
- Philaronia abjecta (Uhler, 1876)
- Philaronia bilineata (Say, 1830)